# Manöver H
Das Manöver H, nach anderen Quellen als dem Bonjourbericht auch Plan H oder Operation Helvétie genannt, war eine geplante französisch-schweizerische Militärkooperation während des Zweiten Weltkrieges.
Das „Manöver H“ war für einen deutschen Umgehungsversuch der Maginot-Linie über schweizerisches Staatsgebiet vorgesehen. Der Operationsplan, der einen Einmarsch französischer Truppen in die Schweiz, die Besetzung von durch die Schweiz vorbereiteten Verteidigungsstellungen und einen gemeinsamen Kampf gegen die Wehrmacht beinhaltete, war mit der Schweiz abgesprochen und wäre innerhalb von Stunden nach einem Angriff der Wehrmacht auf die Schweiz umgesetzt worden.
Da der deutsche Angriff auf Frankreich im Mai 1940 an anderer Stelle erfolgte, wurde „Manöver H“ nicht umgesetzt.

## Ausgangslage

### Erster Weltkrieg
Vor dem Ersten Weltkrieg gab es seit 1907 klandestine Absprachen der Schweiz mit Deutschland und Österreich-Ungarn für den Fall eines französischen Angriffs auf die Schweiz. Nach Kriegsausbruch war in den politischen und militärischen Kadern weiterhin die Haltung dahingehend weit verbreitet, ihr Handeln an den Zentralmächten auszurichten. Die Abwehr der Schweiz war deutlich gegen Frankreich gerichtet. Es wurde sogar abgewogen, ob zwingend eine Allianz mit dem Gegner eines Angreifers eingegangen werden sollte, oder ob diese mit der stärkeren Partei eingegangen werden sollte, wobei wiederum die Zentralmächte als aussichtsreicher eingeschätzt wurden. Die Schweiz war besorgniserregend gespalten in eine deutschfreundliche Deutschschweiz und der nach Frankreich ausgerichteten Romandie, die Einheit des Landes bedurfte einer Klärung, wie sie auch Carl Spitteler in seiner Rede über den Schweizer Standpunkt unternahm.
Im Sommer 1915 wurde unter diesen bekannten Voraussetzungen von Frankreich vereinzelt die Planung für einen militärischen Angriff aufgenommen. Bis im Dezember wurde ein eigentlicher Operationsplan erstellt; südlich der erstarrten Westfront sollte durch die Schweiz bis an die deutsche Grenze vorgestossen werden. In dieser primär gegen Deutschland geplanten Offensive sollte das neutrale Gebiet zum „potentiellen Kampfgebiet“ oder „Hauptkriegsschauplatz“ werden. Idealerweise sollte der Plan nach einem Hilfegesuch aus der Romandie ausgelöst werden. Darauf folgte eine intensive Spionage. Der Militärhistoriker Hans Rudolf Fuhrer schrieb dazu: „Anfang Februar 1916 waren die Detailerkundungen der Befestigungsanlagen in der Schweiz beendet. Welsche Sympathisanten hatten Originalpläne der Fortifikationen Murten und Hauenstein geliefert. Das Ergebnis der Analyse der Operationsabteilung war aber ernüchternd: Ein französischer Stoss durch die Schweiz mit oder ohne zusätzliche Mobilmachung des schweizerischen Heeres würde mit deutscher Hilfe auf der Höhe Les Rangiers-Olten-Gotthard zum Stehen kommen. Überdies hätte man 200'000 Soldaten mehr gegen sich und ein neutrales Land überfallen.“ Zudem sei es «nicht gelungen, einen einflussreichen Magistraten zu finden, der eine französische Intervention zu fordern» bereit gewesen wäre. Diese offensive Planung wurde deshalb auf Grund von „militärgeografischen, operativen und politisch-kulturellen Gründen“ verworfen. Ab Frühjahr 1916 trat man stattdessen in Verhandlungen für eine Defensiv-Kooperation mit der Schweiz bei einem befürchteten deutschen Angriff ein. Dazu Fuhrer weiter: „Damit hatten die Franzosen den gleichen Weg gewählt wie vormals die Zentralmächte, die schon 1907 eine Allianz im Angriffsfall […] beantragt hatten.“
Zwar hatte die französische Botschaft in Bern schon zuvor Sondierungen für ein militärisches Zusammenwirken begonnen, die nur deshalb überhaupt in Gang kamen, weil sich die Schweiz Militärhilfe erhoffte, ansonsten in der Schweiz aber auf grosse Widerstände stiessen. Ziel Frankreichs war die Schwächung der Deutschfreundlichkeit in der Schweizer Armeeführung. Die von Frankreich mit ausgelöste Oberstenaffäre war ein Teil dieser Bemühungen. Im Frühjahr 1916 erschien es dem Generalstabschef Sprecher von Bernegg neutralitätspolitisch ratsam, sich den französischen Wünschen auf Aufnahme gleichartiger Gespräche nicht weiter zu widersetzen.
In der Zeit zwischen Mitte 1916 und Anfang 1917 wechselten sich gegenseitiges Misstrauen, Druckversuche und Verdächtigungen mit den genannten Verhandlungen um eine Defensiv-Kooperation ab und erschwerten diese. Der neu zuständige General Foch spielte im Falle eines deutschen Angriffs weiterhin mit der Option, einen deutschen Vorstoss im Schweizer Mittelland zu stoppen. Nachdem nicht ungewollt Gerüchte über einen deutschen Durchmarsch aufgekommen waren, drohte Frankreich im Winter 1916/1917 schliesslich seinerseits der Schweiz unverhohlen mit einem Truppenaufmarsch in der Nähe der Schweizer Grenze. Dies führte dazu, dass die Truppenbestände der Schweiz zur Demonstration des Willens zur Verteidigung der Neutralität von 38'000 auf bis 100'000 Wehrpflichtige erhöht wurden. Das Historische Lexikon der Schweiz resümiert bis und mit dem Jahr 1917 deshalb: „1915 und 1917 erwog Frankreich eine Invasion der Schweiz (Plan H), während es 1916 mit ihr über ein Verteidigungsbündnis im Falle einer Neutralitätsverletzung durch Deutschland verhandelte.“
Schliesslich fanden die genannten Verhandlungen einen ersten Abschluss in den nicht schriftlich fest gehaltenen Berner Vereinbarungen vom April 1917. Ein wesentlicher Unterschied zur Vereinbarung mit den Mittelmächten war, dass die Schweizer Armeeführung gegenüber den Zentralmächten keine Befürchtungen für sich selber hegte, während sie in Bezug auf die Pläne der Entente bis zuletzt im Ungewissen gewesen war. Parallel dazu wurde die wirtschaftliche Zusammenarbeit mit der Entente für die Schweiz immer lebenswichtiger. Bis im März 1918 hatten insgesamt sechs geheime Verhandlungrunden in Bern, Lyon und Paris stattgefunden.
Laut Resümee des Autors Mansuy schwanden die Anstrengungen im „Plan H“ mehr und mehr von einem Offensivplan im Jahr 1915 zu einem Plan einer Defensiv-Kooperation und letztlich nur noch einer Verstärkung der französischen Grenzschutz-Aktivitäten.

### Politische Ausgangslage ab 1933
Die Schweiz war ab 1933 („Machtergreifung“ in Deutschland, „Selbstausschaltung des Parlaments“ in Österreich) mehrheitlich von Nachbarländern mit autoritären Regierungsformen umgeben (Italien wurde bereits seit 1922 autoritär regiert). Einzige Ausnahmen waren Frankreich (parlamentarische Demokratie) und Liechtenstein (konstitutionelle Erbmonarchie auf demokratisch-parlamentarischer Grundlage).
Die Gleichstellung der Begriffe „Volk“ und „Nation“ sowohl der deutschen wie auch der italienischen Faschisten bedeutete, dass die deutschsprachigen und italienischsprachigen Teile der Schweiz dem jeweiligen „Volk“ zugerechnet wurden. Die Gefahr für die Integrität der Schweiz bestätigte sich mit dem „Anschluss“ Österreichs und der Sudetenkrise. Ab September 1938 war die deutschsprachige Schweiz neben dem (französischen) Elsass das einzige grössere Gebiet im Westen mit einem mehrheitlich deutschsprachigen Bevölkerungsanteil, das nicht Teil des nationalsozialistischen Deutschlands war.
Für die Schweiz konnte Frankreich spätestens ab 1938 als einzige noch an sie grenzende grosse Demokratie und aufgrund ähnlicher Interessen (Gefährdung der Integrität bei Abspaltung des deutschsprachigen Gebietes), als De-facto-Verbündeter angesehen werden.

### Strategische Ausgangslage

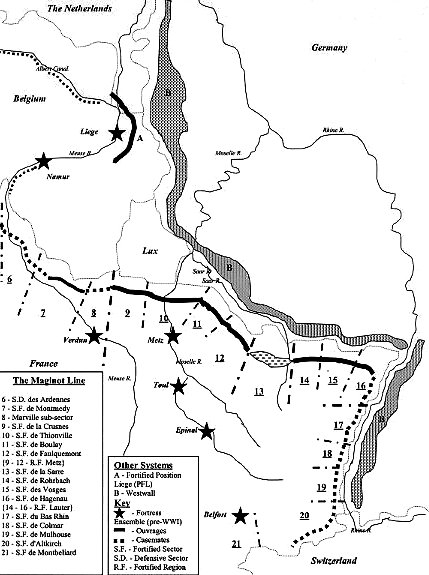
Karte der Maginot-Linie im Elsass

Die Befestigungen der Maginot-Linie deckten die französische Ostgrenze bis zur Schweizer Grenze. Ein direkter Angriff auf die Stellungen dieser Linie wäre mit den 1939 vorhandenen Mitteln zum Scheitern verurteilt gewesen. Ein Angriff auf Frankreich musste somit die Maginot-Linie umgehen.
Eine südliche Umgehung der Maginot-Linie war nur über schweizerisches Gebiet möglich. Sie hätte kleinräumig via Birstal/Col des Rangiers/Ajoie oder grossräumig via Mittelland/Pässe des Jura erfolgen können.
Die im Herbst/Winter 1939/40 errichteten Befestigungen der Limmatstellung (Linie Sargans, Walensee, Zürichsee, Limmat, Bözberg, Farnsburg, Gempen) waren darauf ausgerichtet, einen Vorstoss der Wehrmacht durch das Mittelland zu bremsen. Der hohe Zeitdruck beim Bau führte dazu, dass die Soldaten den Stellungen den Spitznamen „Mag-I-No-Ko-Linie“ (sinngemäss: „Kann ich sie noch rechtzeitig beenden?“) verpassten.
Die Führung der Schweizer Armee rechnete damit, die Limmatstellung circa eine Woche lang halten zu können, bevor allenfalls erhoffte alliierte Hilfe eintraf. Einer kleinräumigen Umgehung in der Nordwestschweiz hatte sie jedoch im Vorweg nicht viel entgegenzusetzen, da diese das schweizerische Mittelland nicht berührte. Es lag im beidseitigen strategischen Interesse, diese kleinräumige Umgehung zu verhindern.

### Strategische Bedeutung des Gempenplateaus
Für die kleinräumige Umgehung war der Rhein das Haupthindernis. Für mechanisierte Verbände geeignete Brücken gab es in Basel und in Rheinfelden. Der Übergang beim Wasserkraftwerk Augst war nur für Fusstruppen geeignet. Beide Brückenköpfe der Basler Brücken liegen auf schweizerischem Gebiet und innerhalb der Stadt Basel, eine handstreichartige Besetzung der Brücken (vor ihrer Sprengung) wäre nur schwer möglich gewesen. In Rheinfelden verläuft die Staatsgrenze hingegen in der Flussmitte, hier hätte ein solches Vorgehen leichter zum Erfolg geführt.
Während die französische Artillerie des Secteur fortifié d’Altkirch das ganze Basler Stadtgebiet abdeckte, lagen die weiteren am Hochrhein gelegenen Übergänge ausserhalb ihrer Reichweite. Auch eine ab Birsfelden rheinaufwärts errichtete Pontonbrücke hätte von Frankreich aus nicht mehr beschossen werden können.
Eine Abdeckung dieser Bereiche war durch auf dem Gempenplateau errichtete Artilleriestellungen möglich. Zudem konnten die Batterien auf dem Gempenplateau sowohl die Eingänge ins Tal der Birs als auch jene ins Tal der Ergolz abdecken. Es mangelte der Schweiz jedoch an Truppen und Geschützen, um diese auch zu besetzen.

## Ausarbeitung des Planes
Nach Hans Senn fanden erste informelle Kontakte zwischen schweizerischen und französischen Offizieren ab 1936 statt. An diesen Kontakten war der Korpskommandant (und spätere General) Henri Guisan mitbeteiligt.
Spätestens ab Oktober 1939 waren die Kontakte und Abmachungen formell. Dies zeigt auch der Operationsbefehl 2 „Fall Nord“ der Schweizer Armee, der grosse Truppenkontingente von der Grenze mit Frankreich zur Grenze mit Deutschland (und in die zu bauende Limmatstellung) verschob.
Ende März 1940 war das Manöver H vollständig ausgearbeitet und umsetzungsbereit.
Der Plan sah neben der Verstärkung der Division Gempen der Schweizer Armee durch die 8. französische Armee auch den Einsatz der 6. französischen Armee im Raum Olten/Zofingen vor.
Der Plan selbst war nur innerhalb der Armeeführung und beim für das Militärdepartement zuständigen Bundesrat Rudolf Minger bekannt, wodurch eine glaubhafte Abstreitbarkeit zumindest bis zum späteren Aktenfund durch die Deutschen gegeben war.

## Umsetzung des Plans

### Befestigungsarbeiten in der Schweiz
1939 begann der Bau von verbunkerten Feldartilleriestellungen. Die Bunker waren so gebaut, dass sie sowohl für schweizerische als auch für französische Artilleriegeschütze geeignet waren. Zusätzlich zu den Artilleriebunkern wurden auch zahlreiche Geländepanzerhindernisse (Toblerone-Sperren), Infanteriebunker und Artilleriebeobachtungsbunker erstellt. Gut erhaltene (und heute denkmalgeschützte) Beispiele für Toblerone-Sperren und Infanteriebunker finden sich im Gebiet der Sperrstelle Hülftenschanze im unteren Ergolztal sowie im Gebiet Mayenfels bei Pratteln.

### Division Gempen
Die ad hoc aufgestellte Division Gempen unter Oberst Du Pasquier hatte gemäss Operationsbefehl 4 folgenden Auftrag:
- Sicherung des Rheinabschnitts zwischen Pratteln (inkl.) und Basel (inkl.),
- Verlegung des Schwergewichts auf das Gempenplateau, welches unter allen Umständen zu halten ist,
- Halten der westlichen Frontlinie Münchenstein–Binningen–Allschwil,
- Sperrung der Eingänge ins Birs- und Birsigtal auf dieser Front,
- Verriegelung der Engstelle (Klus von Angenstein) bei Aesch mit einem Bataillon.

Hauptaufgabe der Division Gempen war es, den Gegner so lange wie möglich aufzuhalten und so den französischen Einmarsch hinter der Linie Münchenstein–Binningen–Allschwil zu decken. An der Grenze standen Verbindungsoffiziere bereit, welche die französischen Truppenteile zu ihren vorbereiteten Stellungen geleitet hätten.
Bemerkenswerterweise verfügte die Division Gempen bei einem Bestand von ca. 20.000 Mann (Mai 1940) über keinerlei schwere Artillerie. Die vorbereiteten verbunkerten Artilleriestellungen in den Bereichen Reinach (Bruderholz und Reinacherheide), Arlesheim (Ermitage), Liestal (Sichtern) und Nuglar-St. Pantaleon waren somit leer und für die Belegung mit französischen 15- und 7,5-cm-Geschützen und Bedienmannschaften bereit.
Ausser im Divisionsstab war der Truppe die vorgesehene Zusammenarbeit mit der französischen Armee nicht bekannt.

### Artilleriewerk Plainbois
Eine Besonderheit im Festungsbau der Schweiz ist das Artilleriewerk Plainbois beim Col des Rangiers. Dieses Werk wurde angelegt, um Truppen daran zu hindern, das Delsberger Becken in Richtung Ajoie, also nach Norden in Richtung der französischen Grenze, zu verlassen. Ebenfalls im Schussfeld des Werkes lag die internationale Strasse entlang der Lützel. Gebaut ab 1939 und fertiggestellt 1941 kann es ebenfalls „Plan H“ zugerechnet werden. Die angesprochene Besonderheit liegt darin, dass das Werk nicht den Einmarsch in die Schweiz, sondern das Verlassen derselben verhindern sollte.

## Weitere Kriegsentwicklung

### Frankreichfeldzug

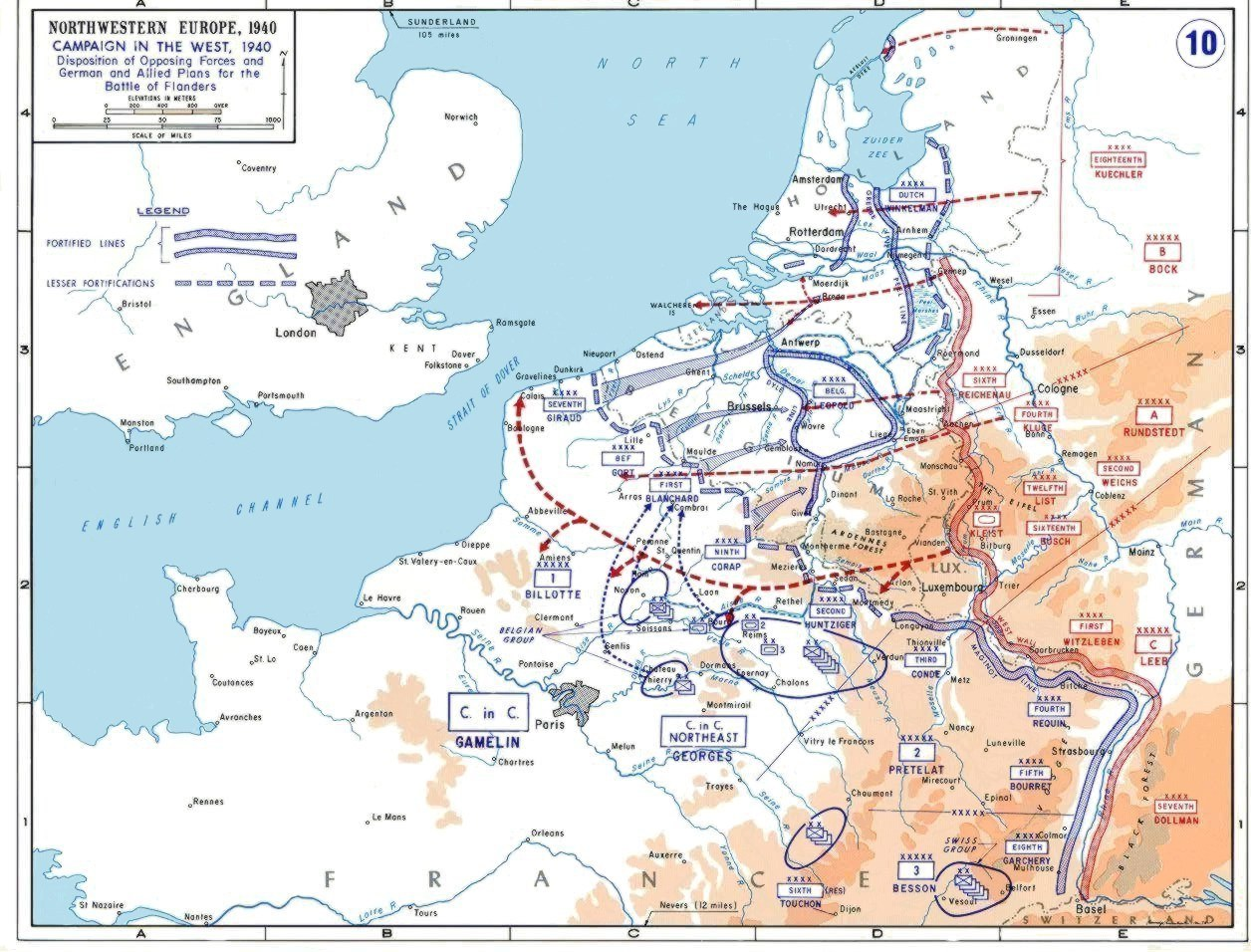
Der Verlauf von Fall Gelb
Die für „Manöver H“ bereitstehenden französischen Einheiten sind als „Swiss Group“ gekennzeichnet.

Der tatsächliche deutsche Angriff auf Frankreich vollzog sich ab dem 10. Mai 1940 nicht durch Umgehung der Maginot-Linie im Süden, sondern im Norden. („Fall Gelb“)
Die in Süddeutschland für einen Entlastungsangriff („Fall Braun“) bereitstehende Heeresgruppe C konnte der schweizerischen und der französischen Militärführung jedoch weiterhin erfolgreich eine Angriffsgefahr am Südende der Maginotlinie vortäuschen und so die französischen Truppen noch für eine volle Woche binden.
Am 20. Mai 1940 erwähnte General André-Gaston Prételat, Kommandant der 2. Armeegruppe (GA2), in einem geheimen französischen Militärabkommen, dem Manöver H, mit der Schweiz das aus der 13. und 27. Infanteriedivision sowie der 2. Spahi-Brigade des 7. Armeekorps der 8. Armee gebildete Detachement, das mit der Kontaktaufnahme mit dem linken Flügel der Schweizer Armee in Richtung Basel in der Gempenplateau beauftragt wurde.
Erst nach Durchbruch der deutschen Truppen bei Sedan am 17. Mai 1940 wurden grössere Teile der für Manöver H bereitstehenden französischen Truppen aus ihrem Bereitschaftsraum nahe der Schweizer Grenze abgezogen und in Richtung Somme verschoben. Das XLV. französische Armeekorps unter General Marius Daille verblieb im Jura und wurde nach dem Zusammenbruch Frankreichs in der Schweiz interniert.

### Bekanntwerden des Plans
Der Schweizer Generalstab vernichtete seine Planungsunterlagen zum Manöver H nach dem Fall Frankreichs.
Die französischen Dokumente wurden am 16. Juni 1940 in einem auf einem Nebengleis des Bahnhofs La Charité-sur-Loire abgestellten Zug, zusammen mit anderen Ministerialdokumenten, gefunden. Weitere Dokumente fanden sich in der Kaserne von Dampierre bei Dijon. Wesentliche Auszüge aus den Akten waren spätestens im Juli 1940 im Führerhauptquartier bekannt. Wegen ihres hohen propagandistischen Werts (Verletzung der „Absoluten Neutralität“ der Schweiz) wurden sie von Deutschland nicht publik gemacht und als Kriegsgrund für die Umsetzung von Unternehmen im Rahmen des Operationsentwurfs gegen die Schweiz in Reserve behalten. Sie dienten zudem (durchaus erfolgreich) als Druckmittel gegenüber der Schweizer Regierung und Militärführung, um diese in den folgenden Kriegsjahren auf einen deutschlandfreundlicheren Kurs zu zwingen.

### Unmittelbare politische Folgen in der Schweiz
Nach Analyse von Edgar Bonjour war die Existenz des Planes bis zum Sommer 1940 im Bundesrat einzig dem Vorsteher des Militärdepartements Rudolf Minger bekannt. Bundesrat Minger reichte am 8. November 1940 unter Angabe anderer Gründe seinen Rücktritt zum Ende des Jahres ein.
Auch General Guisan geriet durch deutschlandfreundliche Offiziere (unter anderem Ulrich Wille junior) unter Druck, seine Popularität bei der Bevölkerung und der Schritt zur Reduitstrategie (Rütlirapport) verhinderten jedoch eine Absetzung.

## Nachkriegszeit
1961 erfolgte die Publikation der „Beuteakten“. Die Publikation veranlasste den Bundesrat, nachdem die Echtheit der Dokumente zunächst angezweifelt worden war, 1962 Edgar Bonjour mit der Verfassung des ab 1965 veröffentlichten mehrbändigen Berichtes zur Neutralitätspolitik der Schweiz zu beauftragen. Das Abkommen war insofern neutralitätsrechtlich korrekt, weil kein Automatismus bestand und die französischen Truppen erst nach einem deutschen Angriff und einem bundesrätlichen Hilfsgesuch in Marsch gesetzt worden wären.
Mit der Armeereform 95 wurden grosse Teile der Schweizer Befestigungswerke ausser Betrieb gesetzt und deklassifiziert. Nun war eine Kartografierung der bisher geheimen Stellungen und Auflistung ihrer Waffenwirkung möglich und der tatsächliche Umfang der baulichen Vorbereitungen wurde ersichtlich.